# Woud tussen de Werelden
Het Woud tussen de Werelden (Engels: the Wood between the Worlds) is een fictieve locatie uit Het neefje van de tovenaar van De Kronieken van Narnia door C.S. Lewis.

## Ligging en geografie
Door het hele woud liggen poeltjes met water met daaromheen planten en bomen. Elke poel is een opening naar een wereld, er is ook een poel naar onze eigen wereld. Met een groene magische ring van oom Andreas kun je via deze poeltjes in de andere werelden komen.
Een poel geeft de conditie weer van de wereld waarnaar hij toegang geeft. Dus als een wereld aan zijn einde is gekomen, zal de poel helemaal opdrogen.

## Het bos
Het woud is een plaats die alle werelden, inclusief Narnia, Charn en onze eigen Aarde met elkaar verbindt. Met de gele en groene ringen kan men van het woud naar de werelden reizen en terug. Het woud heeft invloed op al zijn bezoekers, zelfs op de almachtige Jadis (die later ook bekendstaat als de Witte Heks) uit Charn.
Het bos is zo stil en gezellig dat je zo in slaap zou vallen en de bomen kunt horen groeien. De eerste keer toen Polly en Digory in het woud kwamen waren ze zelfs even vergeten wie ze waren.

## Het neefje van de tovenaar
Deze naam wordt voor het eerst door Polly Plummer genoemd, die hier iets eerder is dan Digory Kirke. Polly komt hier door de oom van Digory, Andreas Ketterley, die haar met een gele ring naar deze andere wereld toverde.